# Przełęcz nad Czerwonym Żlebem
Przełęcz nad Czerwonym Żlebem (słow. Sedlo nad Červeným žľabom, niem. Roterinnenscharte, węg. Vörös-meder-csorba
) – przełęcz w Grani Baszt w słowackich Tatrach Wysokich. Położona jest na wysokości 2324 m (według innych źródeł ok. 2325 m lub 2315 m), pomiędzy Szatanem (2422 m) a Pośrednią Basztą (2374 m). Jej nazwa pochodzi od bardzo stromego Czerwonego Żlebu opadającego z tej przełęczy do Doliny Mięguszowieckiej. Po przeciwnej stronie, do Doliny Młynickiej opada inny, nienazwany i mniej stromy żleb. Pierwszego odnotowanego przejścia przez przełęcz dokonał ok. 1880 r. Jan Gwalbert Pawlikowski z przewodnikiem Maciejem Sieczką, zimą zaś Alfred Martin 18 lutego 1906 r.

## Taternictwo
Przez przełęcz nie prowadzi żaden znakowany szlak turystyczny, jest ona jednak udostępniona dla zrzeszonych taterników i turystów z uprawnionym przewodnikiem. Zazwyczaj na przełęcz wychodzi się od Doliny Młynickiej, przy buli powyżej Stawu nad Skokiem, skręcając na nieznakowaną perć w kierunku Ściany przed Skokiem.
Drogi wspinaczkowe
1. Z Szataniej Dolinki, obchodząc Czerwony Żleb; I w skali tatrzańskiej, czas przejścia 30 min
2. Czerwonym Żlebem: IV, 3 godz.
3. Z Doliny Młynickiej, zachodnim zlebem; 0+, od szlaku 1 godz. 15 min[4].

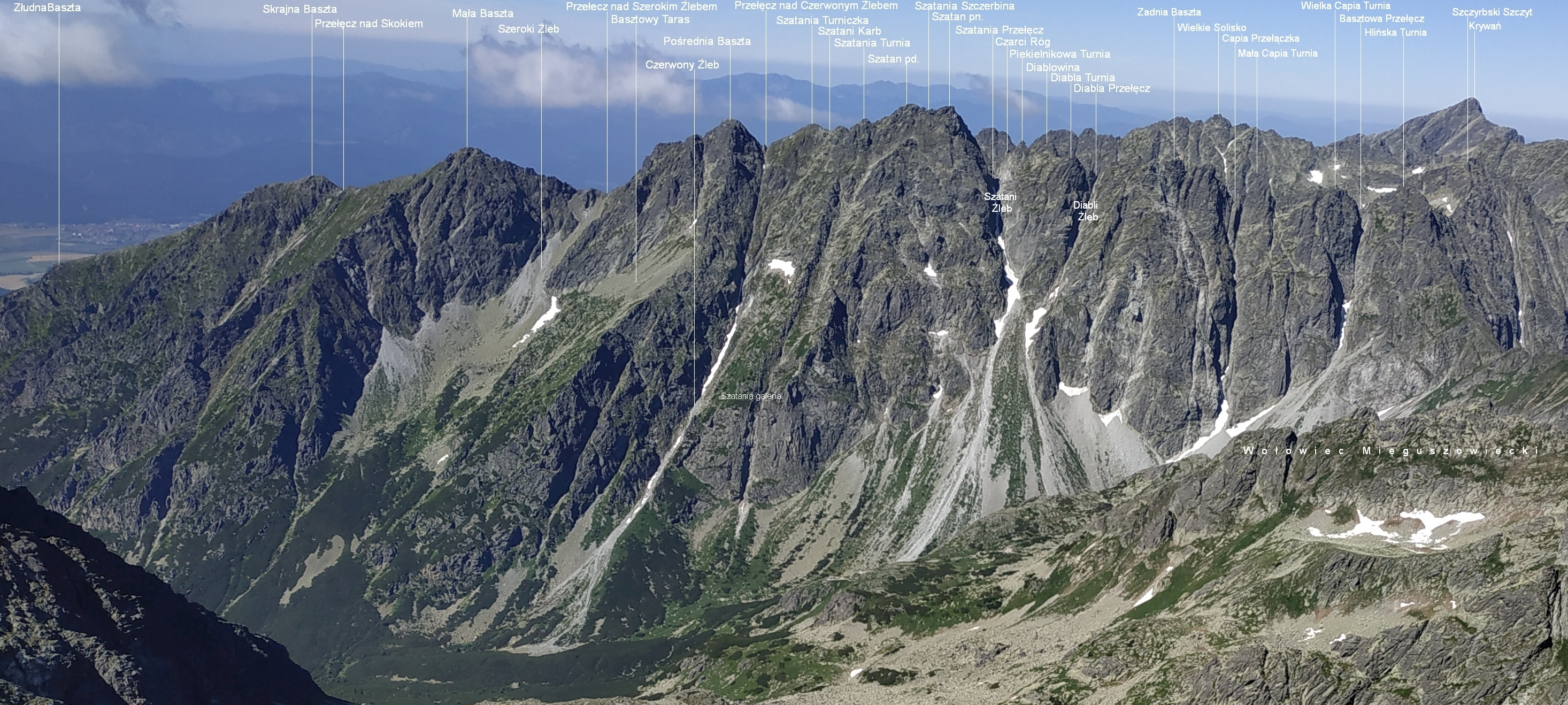
Grań Baszt z Rysów